# Svátek svaté Lucie
Svátek svaté Lucie je křesťanský svátek jež je slaven 13. prosince na památku svaté Lucie. Ve střední a východní Evropě, Skandinávii a Itálii je spojen s celou řadou lidových zvyků, jež mají pravděpodobně předkřesťanský původ a souvisí se svátky zimního slunovratu – ten ve středověku připadal v juliánském kalendáři právě na 13. prosince. Mnoho zvyků spojených s tímto svátkem, jako zapalování svící, hodování a dávání dárků, mělo nejspíše za účel odvracení zlovolných sil, přičemž v střední Evropě je tento den často spojován i s čarodějnicemi.

## Česko

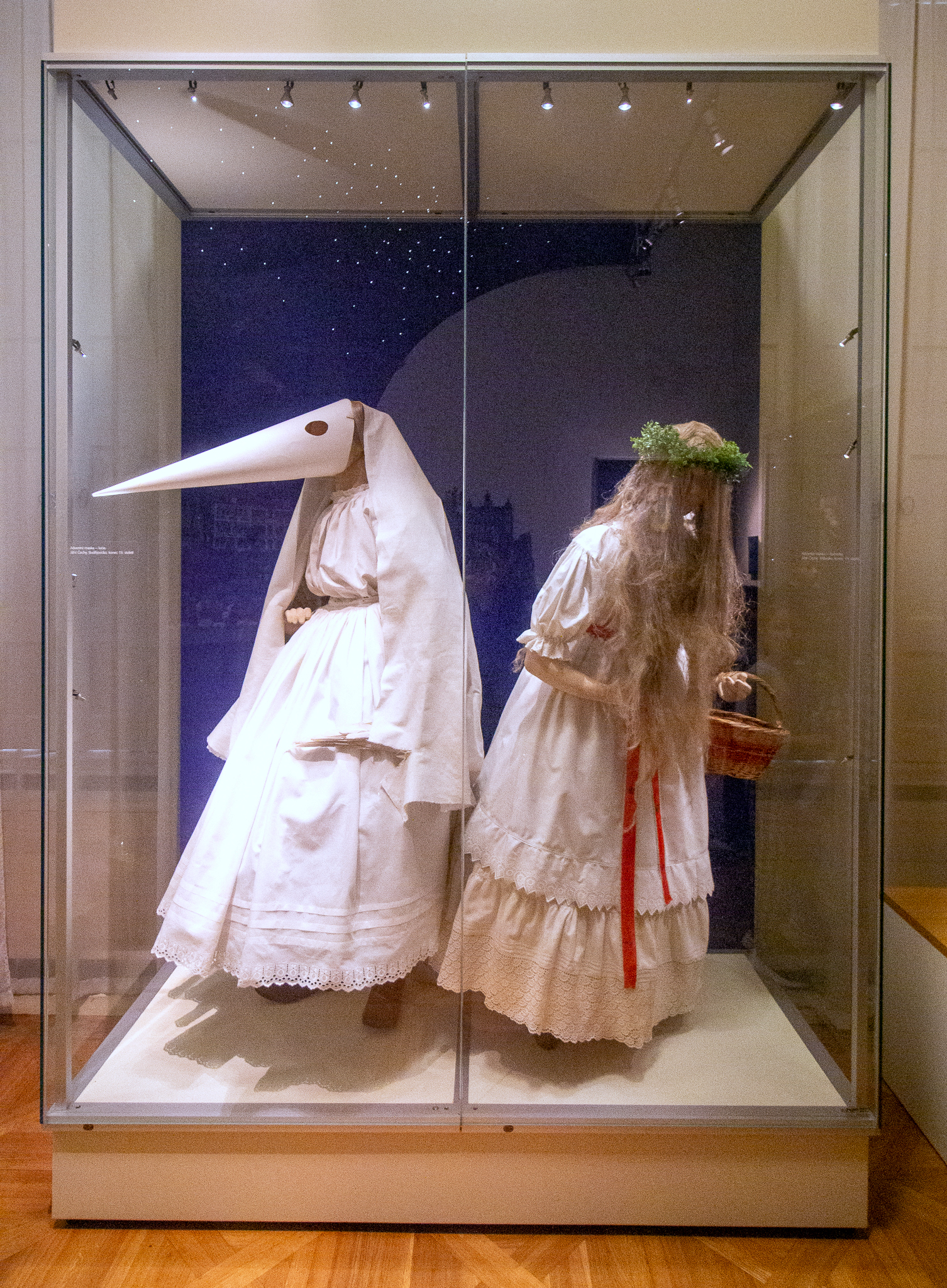
Lidové postavy, vlevo Lucie, vpravo Barbora (Národopisné muzeum v Praze)

Svátek svaté Lucie je zmiňován již ve středověkých českých kancionálech a v 15. a 16. století na něj připadal zimní slunovrat, což vyjadřuje pranostika „svatá Lucie noci upije“. Poté, co se roku 1582 přešlo na gregoriánský kalendář, byl slunovrat přesunut na 21. prosince a k pranostice bylo doplněno „ale dne nepřidá“. Z tohoto důvodu však nejspíše také došlo k zachování archaických prvků nezapadajících do oficiálního křesťanského pohledu.
Ústřední místo v oslavách svátku zaujímaly ženy a jejich typická činnost – předení, jehož byla svatá Lucie patronkou, které také představovaly zvláštní bytosti spojené s tímto dnem: lucky. Luckami byly nazývány mladé dívky oděné v dlouhém bílém rouchu, jež byly vedeny dívkou, která představovala samotnou světici. V průvodu se také objevovali například postavy kněze, poutníka, řezníka, kominíka či družiček. Pochod lucek je někdy doprovázen šeptaným „Jdu, jdu, noci upiju“. O luckách informuje již roku 1804 Jakub Jan Ryba jako o dívkách v bílých šatech, s plachetkou přes vlasy a obličejem pomazaným sádlem a obíleným moukou. V jižních Čechách měly lucky navíc dlouhé bílé zobáky a tiše vcházely do světnice a vymetaly husí perutí smetí v rámci očistného rituálu. Jinde zase měly masku koňské hlavy.
Tento den byl držen zákaz předení a ten, kdo jej překročil, byl luckami ztrestán – například mu bylo pocucháno přádlo nebo rozneseno nářadí po domě. Taktéž se věřilo, že v tento den se scházejí čarodějnice, a svatá Lucie před nimi chrání. Bylo schováváno jedno poleno, jímž se poté zatápělo na Štědrý den, čímž mělo být obydlí na celý rok chráněno před čarodějnicemi. Na ochranu před zlými silami a nezvanými hosty hospodář také kreslil tři křížky svěcenou vodou nad vchod stavení. Na Moravě byl krmen dobytek pečivem se zvláštním kořením, přičemž těsto bylo specifickým způsobem zaříkáváno, jež jej mělo ochránit před uřknutím. Některé zvyky naznačují motiv ženské dominance – v Pošumaví je stále živý zvyk, kdy lucky trápí muže různými žerty, ale i fyzickými útoky.
Mezi pranostiky spojené se svátkem patří:
- Svatá Lucie, královna zimy.
- Svatá Lucie noci upije (ale dne nepřidá).
- Na svatou Lucii jasný den, urodí se konopí i len.
- Umaže-li si Lucie šaty od bláta, bude si je po celý leden přepírat.
- Dotkne-li se Rozálie květů, Lucie jimi vyzdobí okna napořád.[5]

## Slovensko
Ve slovenské lidové kultuře byla Lucie ochránkyní přadlen, a tak byl na její svátek držen zákaz předení. V souvislosti se slunovratem se v tento dne také začínalo s různými věštbami které se týkaly počasí, úrody a osobního života v příštím roce, například skrze vaření halušek či lití olova. S výjimkou východního Slovenska byly také známy průvody lucek, jež vcházely do domů a ometaly stěny a kouty. V Lendaku u Kežmarku lucky členům rodiny vkládaly do úst česnek, ometaly je a zaříkávaly proti neštěstí a bídě. Průvody lucek byly na přelomu 20. a 21. století stále živé především na západních a severozápadním Slovensku, stejně tak byly dále prováděny věštby, především v dívčích kolektivech.
Velmi úzce byl tento den také spojen s bosorkami – čarodějnicemi, mezi něž byla někdy počítána i sama svatá Lucie. Na ochranu před čarodějnictvím byly na dveře stavení kresleny luciiny kříže a protože se tradovalo, že čarodějnice stloukají máslo, nesmělo se nic půjčovat ani vracet a na dvůr nesměla vstoupit cizí žena. Od tohoto svátku se také mohlo začít s výrobou zvláštního předmětu nazývaného luciový stolček – ten byl udělán ze smrkového nebo bukového dřeva bez použití železných hřebíků a jež byl dokončován v době mše v předvečer Narození Páně. Ten, kdo na něm po celou dobu konání mše seděl, byl na rozcestí či doma chráněn magickým kruhem pak získal schopnost poznat čarodějnice a zároveň byl před nimi chráněn.
Průvody lucek pořádali v některých vesnicích také Slováci v rumunském Rudohoří, přičemž tento zvyk zpočátku dodržovali i po svém přesídlení do českého Chebska v 70. letech 20. století. Maďarští a rumunští Slováci znali také zvyk strašení s vyřezávanou dýní do které byla umístěna svíčka, výrobu luciového stolečku a zákaz předení a šití – jinak by dívkám Lucka vypíchla oči. Mezi svátkem svaté Lucie a svatého Tomáše – 21. prosince, chlapci navštěvovali domy s dívkami na vdávání a byli v nich pohoštěni.

## Maďarsko
V Maďarsku je taktéž znám stolek či sedátko spojovaný s Lucií – Luca széke, podobný stoličce dojiček. Zdlouhavost jeho výroby se ozývá v úsloví Keszül, mint a Luca széke („Dělat to jako Luciinu stoličku“) vyjadřujícím, že někdo dělá něco velice pomalu. Stolička je vyráběna po dvanáct dní mezi svátkem svaté Lucie a Vánocemi a každý den se pracuje na jiné její části. Podle jednoho zdroje pak je každá část z jednoho druhu dřeva, přičemž dřevo by mělo být koupeno v den, kdy bude použito, a během těchto dvanácti dní by se nemělo mluvit se staršími ženami, aby se nedozvěděly o výrobě stoličky. O štědrovečerní noci se má stolička zanést do nartexu kostela, okolo ní je nakreslen magický kruh a člověk na ni má usednout – o půlnoci či ve chvíli posvěcení hostie se pak má objevit malá postava, zjevně nějaký ďábel, jenž se bude člověka snažit vylákat z kruhu a když ten odolá pokušení, ďábel mu nakonec dá vše, co mu slíbil. Člověk, jenž seděl na stoličce, pak také může poznat čarodějnice, stejně jako ony mohou poznat jeho.
V dalším zvyku figurovali dva mladíci zvaní kotyolók „kdákači, kvokači“, kteří za úsvitu svátku svaté Lucie přicházeli do domu a na práh či hned za něj pokládali stéblo či poleno a zpívali píseň napodobující kuřata, jež měla zaručit dobrou snášku drůbeže. Stéblo či poleno poté dala hospodyně do kurníku, také mohla slepice nakrmit kukuřicí, jež házela na hlavy koledníků. Kotyolók byli nakonec podarováni sušenými hruškami, jinak mohli domácnost proklít, jak se věřilo. Kromě toho se se svátkem pojí řada různých tabu – zákaz ženské práce a n8vštěv žen v cizích domech, praktiky týkající se víry v uhranutí a věštění.

## Skandinávie
Ve Švédsku, Norsku, Dánsku a Finsku je vybírána dívka, jež představuje svatou Lucii, ta má na hlavě korunu se svícemi, symbolizující oheň, jenž neporanil světici, a kráčí v čele procesí. Ve Švédsku přináší nejstarší dcera rodičům kávu a sladké pečivo Lussebullar „Luciiny bulky“, zatímco mladší dcery nesou svíce. Procesí jsou pořádána veřejně, ale také například na studentských slavnostech.